# 国军52军浴血诺曼底
“国军52军浴血诺曼底”是一则惡作劇网络谣言（或“钓鱼文”）中提及的所谓“历史事件”。内容主要是国民革命军第五十二军在诺曼底战役中浴血奋战，令世界刮目相看，最终使中国获得联合国“五常”席位。

## 起源
据一名和此文作者过往甚密的网友说，此文撰写的初衷是用来惡作劇並调侃和讽刺一些“国粉”（意即中国国民党或中华民国的粉丝）。原作者认为，国军在抗战中的积极一面不可否认，但是近年来国军在抗战战场上的表现已被部分“國粉”拔高，甚至已经到了神话的地步。在这样的背景下，就有了“国军52军浴血诺曼底”一文。

## 主要内容
文章先以一大段历史背景（斯大林格勒战役、盟军商议开辟第二战场、反法西斯战争迎来胜利曙光）开篇，之后谈到时任美国总统富兰克林·罗斯福为了让中国成为联合国安理会常任理事国，建议国军派兵参加诺曼底战役，蒋中正遂决定派国军第52军参战。经过严苛训练，52军在诺曼底浴血奋战，立下奇功。而文章末尾称，由于杜鲁门政府对于国民党内战失败不满，此事被美国及中共封杀。

## 漏洞
该则谣言包含许多或有心或无意的漏洞，以下为部分纰漏：
- 未曾見諸於中外、两岸三地任何戰史記載或官方紀錄檔案。只是含糊地称“根据最新档案”。
- 中华民国不可能庆祝当时尚未成立的中华人民共和国的国庆节（10月1日）。
- 文中稱52軍在諾曼第戰役為美國陸戰1師開路，但事實為美國陸戰1師從未參與歐洲戰場而是在太平洋作戰。
- 52军自1941年到抗战结束，一直驻守在云南[2][3]。
- 文中称52军的体能训练“要求所有人的万米成绩必须达到十八分钟”，而截至2014年4月20日，男子万米世界纪录也只是26分17秒53（由埃塞俄比亚运动员凯内尼萨·贝克勒于2005年创造）[4]，士兵不可能跑得那么快。[5]
- 当时担任52军军长的是赵公武，而不是文中提及的所谓“Shir Wong”[2]。

此外，文章中“Chung-Go Sun”托起炸药包高喊“为了中华民国，前进 ”、炸毁德军碉堡的情节则是戏仿了中国大陆小学课本中《董存瑞舍身炸碉堡》的情节。

## 影响
尽管漏洞百出，不少人仍信以为真，甚至包括台灣的親國民黨的教授及退役將領。甚至在2014年湖北七市（州）高三毕业班联考历史考试的试题中都出现了此内容，被指侮辱了考试的严肃性和科学性。
而中国军方报纸《解放军报》的官方微博“军报记者”更将该文称作“网络造史”的一部分，被网友戏称“钓上大鱼”。至2019年，中国历史研究院仍需要發表文章僻謠。
但據考証，當時國民黨軍中確有20多名被派往英國皇家海軍受訓的官兵參加了诺曼底战役。